# Aristotle Kristatos
Aristotle Kristatos is een personage uit de James Bond-film For Your Eyes Only (1981), gespeeld door acteur Julian Glover.
Bond ontmoet Kristatos voor het eerst in Cortina d'Ampezzo. Hij wordt aan hem voorgesteld door Luigi Ferrara, een Italiaan die voor de Britse inlichtingendienst werkt. Samen met Kristatos moet Bond de ATAC-decoder, waar belangrijke informatie op staat, vinden en uit vijandelijke handen houden. Kristatos wijst Milos Columbo aan als de vijand, wanneer ze in het casino van Columbo aan het eten zijn. Columbo heeft echter het gesprek opgenomen en nodigt Bond uit op een gesprek. Columbo zegt dat niet hij, maar Kristatos de vijand is. Wanneer Bond en Melina Havelock de ATAC-decoder opduiken, worden ze aangevallen door de mannen van Kristatos. Eenmaal op het schip worden ze gevangengenomen door Kristatos en gekielhaald. Bond en Melina weten echter te ontsnappen. In de finale van de film verbergt Kristatos zich in zijn versterkte burcht boven op een berg. Hier wordt hij gedood door Columbo. 

## Handlangers
- Erich Kriegler
- Emile Locque
- Apostis
- Claus
- Hector Gonzales